# Tolivia
Tolivia és una parròquia del conceyu asturià de Llaviana.

## Pobles
| - La Bárgana - La Brañivieya - La Cuesta los Valles - Fresneo - El Navaliegu - Les Palombes - Tolivia - La Cuesta - L'Artaúsu | - Llanulatabla - Valsemana - La Braña - Les Campes - El Campu la Cuesta - El Cantu - La Casona - Collagrande | - La Cuesta Baxo - La Cuesta Riba - Llanulaviesca - Les Meloneres - El Molín - Prayín - Les Tercies - Valdelafaya |

## Societat
A causa del declivi de la mineria del carbó, des de la dècada dels 80, el poble, com la resta de la Comarca del Nalón, va sofrir una pèrdua de població. Però amb els anys s'ha recuperat gràcies a les segones residències. D'aquesta manera no s'ha evitat el tancament de l'escola, un problema de la majoria de les parròquies, però si que ha afavorit el desenvolupament cultural i social del llogaret.

## Fills Il·lustres
- Los Berrones: grup d'agro-rock que canta en asturià.